# Iván Morovic
Iván Eduardo Morovic Fernández (spanisch Iván Morovic; * 24. März 1963 in Viña del Mar) ist ein chilenischer Schachspieler. Im Jahr 2000 wechselte er zum kroatischen Schachverband, 2001 wechselte er wieder zum chilenischen Schachverband zurück.
Die chilenische Meisterschaft konnte er einmal gewinnen: 1981. Im Jahr 1993 gewann er in Las Palmas de Gran Canaria ein Turnier vor Viswanathan Anand und Alexander Chalifman.
Spanischer Vereinsmeister wurde er 1988 und 1990 mit dem CA La Caja de Canarias.
Er spielte für Chile bei vierzehn Schacholympiaden: 1978 bis 1990, 1996, 2002, 2004, 2010,  2012, 2016 und 2018, außerdem trat er bei der Schacholympiade 2000 für Kroatien an.
Im Jahr 1980 wurde er Internationaler Meister, seit 1986 trägt er den Titel Großmeister und war damit der erste chilenische Schachgroßmeister. Seit 2016 trägt er den Titel FIDE-Trainer.
| Hier fehlt eine Grafik, die leider im Moment aus technischen Gründen nicht angezeigt werden kann. Wir arbeiten daran! |